# 深夜も踊る大捜査線 湾岸署史上最悪の3人!
『深夜も踊る大捜査線 湾岸署史上最悪の3人!』（しんやもおどるだいそうさせん わんがんしじょうさいあくのさんにん）は、フジテレビで放送されたテレビドラマ。
『夕方も踊る大捜査線』、『深夜も踊る大捜査線2』、『深夜も踊る大捜査線3』、『深夜も踊る大捜査線THE FINAL』についても本項で解説する。

## 概要
『踊る大捜査線』の世界設定でスリーアミーゴスが主役の外伝的な話になっている。

## キャスト
- 神田総一朗（北村総一朗）
- 秋山晴海（斉藤暁）
- 袴田健吾（小野武彦）

## 深夜も踊る大捜査線
映画『踊る大捜査線 THE MOVIE』の公開にあたっての映画宣伝用として、1998年10月12日から10月16日に毎回約10分深夜に放送された。平均視聴率は3.5％。
- 第1話「部下のミスは、部下のミス」（1998年10月12日）
- 第2話「経費削減は、事件削減より」（1998年10月13日）
- 第3話「猟奇殺人は、袴田の娘!?」（1998年10月14日）
- 第4話「上級国家公務員とその他の人々」（1998年10月15日）
- 最終話「頑張れ!中間管理職」（1998年10月16日）

## 夕方も踊る大捜査線
1998年12月5日放送。全5話を約30分に再編集し、夕方に放送されたもの。ビデオおよびDVDに収録された『深夜も踊る大捜査線』よりシェイプアップされている。『眠れる森』のダイジェストの後に放送されたため、番組間に、同ドラマの1シーンを3人が観ているという番宣が流れた。両ドラマに出演しているユースケ・サンタマリアを指し、袴田が「真下君が……」と漏らすシーンがあった。

## 深夜も踊る大捜査線2
映画『踊る大捜査線 THE MOVIE 2 レインボーブリッジを封鎖せよ!』の公開にあたっての宣伝用として2003年7月14日から18日に毎回約15分深夜に放送された。平均視聴率は5.3％。
- 第1話「嘘だらけの自伝でも伝説の始まり」（2003年7月14日）
- 第2話「取調室は犯人との対決の場」（2003年7月15日）
- 第3話「廊下を歩けば私の記憶を呼び起こす」（2003年7月16日）
- 第4話「応接室は所轄と本庁の折衝の場」（2003年7月17日）
- 第5話「後悔も誇りも彼という刑事に出会った事」（2003年7月18日）

ゲスト出演者
第1話
- 森下孝治：遠山俊也

第2話
- 柏木雪乃：水野美紀

第3話
- 魚住二郎：佐戸井けん太

第4話
- 緒方薫：甲本雅裕

第5話
- 中西修：小林すすむ

## 深夜も踊る大捜査線3
映画『踊る大捜査線 THE MOVIE3 ヤツらを解放せよ!』の公開にあたっての宣伝用として2010年6月28日から7月1日までの4日間、23:30から23:40の10分間放送された。また、『深夜も踊る大捜査線』シリーズ初のハイビジョン制作となった（アナログ放送ではレターボックス放送）。今作では、シリーズでは語られなかったスリーアミーゴスの過去が描かれている。平均視聴率は5.5％。
- 第1話「スリアミ・ビギニング 出会い」（2010年6月28日）
- 第2話「スリアミ・ビギニング 一蓮托生」（2010年6月29日）
- 第3話「スリアミ・ビギニング 分裂危機」（2010年6月30日）
- 第4話「スリアミ・ビギニング そして、伝説へ」（2010年7月1日）

## 深夜も踊る大捜査線 THE FINAL
映画『踊る大捜査線 THE FINAL 新たなる希望』の公開にあたっての宣伝用として、2012年9月3日から9月6日までの4日間、0:45から0:55の10分間放送された。このドラマではスリーアミーゴスではなく映画本編に登場しない木島丈一郎（演:寺島進）、眉田克重（演:松重豊）、草壁（演:高杉亘）が主役である。他に､鵜飼 美津子（演:森口瑤子）や浅尾 裕太（演:東根作寿英）の他､爆発物処理班のメンバーも登場し､日本映画専門チャンネルではカットされたシーンを追加した特別版が放送された。
ゲスト出演者
- 川村由紀夫：吉田鋼太郎

過去に美津子を拉致する籠城事件を起こし、木島に逮捕された前科を持っている。
人形に爆弾を仕込み逃走したが、木島達によって捕まる。
嘘の爆弾解除コードを教え逆転を試みたが失敗に終わった。
- みなこ(勝どき署婦警)：相葉香凛
- 湾岸署婦警1：東加奈子
- 湾岸署婦警2：鄭亜美
- 爆発物処理班員1：平山祐介
- 爆発物処理班員2：中井良
- 爆発物処理班員3：小林陽介
- 爆発物処理班員4：關文比古
- 爆発物処理班員5：松田翔
- 木島の車のドライバー：野呂真治

## スタッフ
- 製作 - 亀山千広（2,3,FINAL）
- 企画 - 亀山千広（1）、小牧次郎（1）、金井卓也（2）、中野利幸（2）
- 原案 - 君塚良一（FINAL）
- 脚本 - 君塚良一（1～3)、十川誠志（FINAL）
- 音楽 - 松本晃彦、菅野祐悟（FINAL）
- 撮影 - 川越一成（3,FINAL）
- 編集 - 田口拓也、岸野由佳子（FINAL）、河村信二（3）
- 選曲 - 藤村義孝
- 音効 - 近藤隆史
- 美術 - 梅田正則（1～3）、宮川卓也（FINAL）
- ラインプロデューサー - 村上公一（2）
- プロデュース - 臼井裕詞（1,3）、堀部徹（2）、東海林秀文（2）、古郡真也（3,FINAL）、金井卓也（FINAL）、上原寿一（FINAL）、秋水全徳（FINAL）
- 演出 - 本広克行（1～2）、長瀬国博（2,FINAL）、河合勇人（2）、松川嵩史（3）

## 関連商品

### VHS
- 深夜も踊る大捜査線～湾岸署史上最悪の三人!～（1999年4月21日）
- 深夜も踊る大捜査線2（2004年6月30日）

### DVD
- 踊る大捜査線 THE MOVIE DVD初回10,000枚限定 特別版（2000年7月19日）※ジュエルケース仕様

初回限定版特典DISCに『深夜も踊る大捜査線』を収録
※同日発売の通常版には同梱なし
※2003年6月18日発売のトールケース版には同梱なし
- 深夜も踊る大捜査線2（2004年6月30日）
- 踊る大捜査線 COMPLETE DVD-BOX（2005年11月25日）

『深夜も踊る大捜査線』および『深夜も踊る大捜査線2』を収録
- 深夜も踊る大捜査線3（2011年2月2日）
- 深夜も踊る大捜査線 THE FINAL（2013年4月3日）